# Samburupithecus kiptalami
Samburupithecus kiptalami („opice ze Samburu“) je druh vyhynulých hominidů, žijících ve svrchním miocénu (před 9,5 miliony let) na území dnešní Keni.
Jediný druh Samburupithecus kiptalami byl zachycen v roce 1982 na lokalitě SH 22 u obce Baragoi v oblasti Samburu Hills na severu Keni. Nález (popsaný až roku 1997) představuje pouze jeden zlomek horní čelisti se zachovanými zuby, jiné vzorky dosud nebyly zachyceny. Druhový přívlastek byl vytvořen podle jména nálezce, jímž byl Kiptalam Cheboi.
Samburupithecus kiptalami byl poměrně velký hominid, který mohl s hmotností asi 70 kg dosahovat zhruba velikosti gorilí samice. Morfologicky je velmi blízký moderní gorile a evropským dryopitékům (Dryopithecus, Ouranopithecus). Přesto, že nese i některé primitivní znaky starších hominoidů, jedná se pravděpodobně o jednoho z nejstarších homininů. Jeho vazba na současné i vyhynulé druhy je však zatím kvůli nedostatku nálezů nejasná. Autoři popisu z roku 1997 pokládají rod Samburupithecus za společného předka moderních afrických homininů a lidí.
Význam nálezu spočívá především v tom, že se jedná o jednoho z mála hominidů ze svrchního miocénu v Africe. Spolu s rody Chororapithecus a Nakalipithecus tak zaplňuje mezeru v paleontologickém záznamu z doby těsně předcházející vzniku dnešních homininů.